# Polyalthia dolichopoda
Polyalthia dolichopoda este o specie de plante din genul Polyalthia, familia Annonaceae, descrisă de Ian Mark Turner. Conform Catalogue of Life specia Polyalthia dolichopoda nu are subspecii cunoscute.